# Arco Naturale (Capri)
L'Arco Naturale è una formazione rocciosa presente, in forma di arco, formatasi sull'isola di Capri, di origine naturale, a seguito di processi erosivi esogeni ed endogeni che ne hanno interessato le rocce. La struttura, di natura calcarea, è larga 12 metri ed alta 18 sopra il livello del suolo.

## Localizzazione geografica

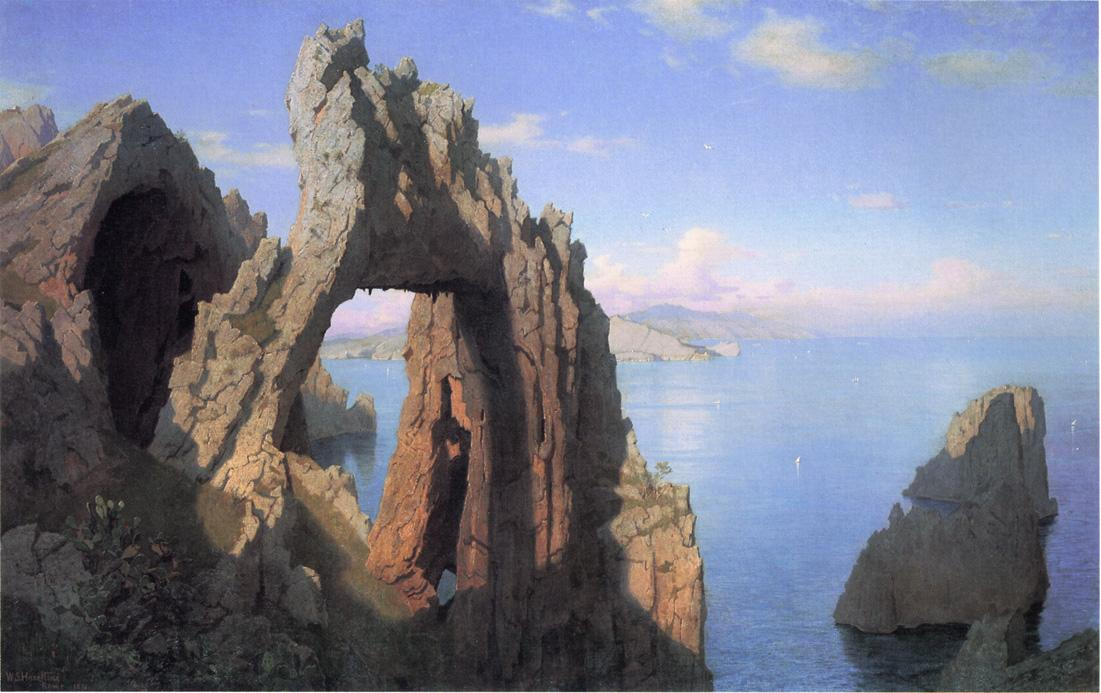
William Stanley Haseltine, Natural Arch at Capri (1870 circa); olio su tela, 86,4x139,7 cm, National Gallery of Art, Washington DC

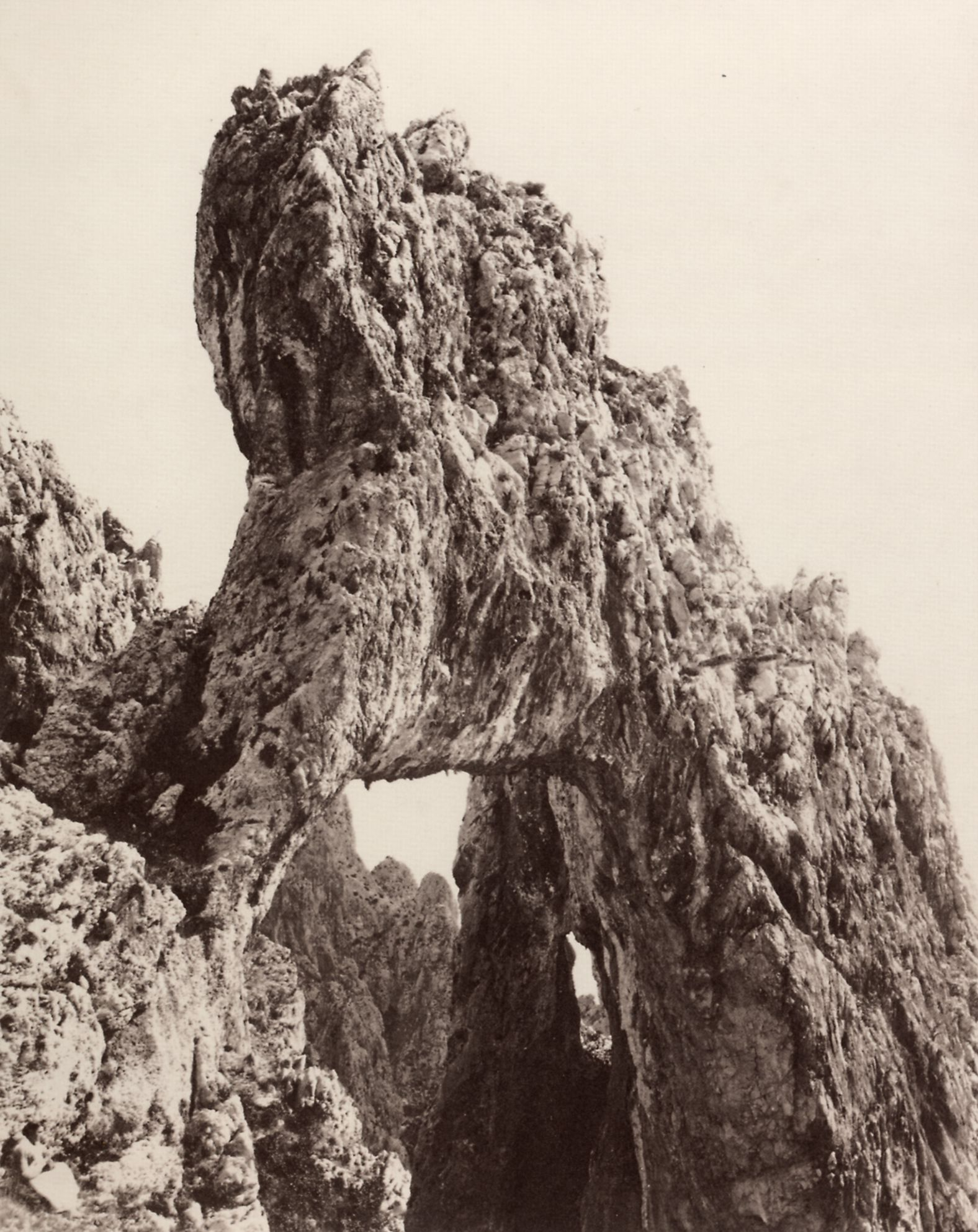
Giorgio Sommer, Capri, natürlicher Bogen (1880 circa)

L'Arco Naturale si trova all'estrema punta orientale dell'isola, in una località da cui si gode la vista della prospiciente penisola sorrentina e delle isole Li Galli e dalla quale si domina lo strapiombo denominato "o' funno" (il fondo), località un tempo molto apprezzata dagli abitanti dell'isola per le attività balneari.
La località è raggiungibile esclusivamente per mezzo di itinerari pedestri: il primo di essi parte dalla piazzetta di Capri e, procedendo per varie strade, giunge in località Croce, prosegue in via Matermania e quindi in via dell'Arco Naturale. Il secondo itinerario, denominato «sentiero del Pizzolungo» o alternativamente «giro dell'Arco Naturale», parte da punta Tragara e prosegue per strada Pizzolungo fino all'arco: lungo il percorso sono visibili i Faraglioni, villa Malaparte e la grotta di Matermania.

## Descrizione
Nel luogo dove oggi si eleva l'Arco Naturale in tempi antichi vi era una cavità sotterranea di grande altezza e profondità, orientata in senso nord-ovest. Interessata progressivamente da fenomeni franosi, la grotta uscì poi allo scoperto. Le continue sollecitazioni degli agenti atmosferici implicarono poi l'erosione e lo sgretolamento della parte anteriore e mediana della cavità, della quale oggi rimane solo appunto l'Arco Naturale, ovvero un segmento dell'antica volta largo 12 metri e sospeso a 18 metri di distanza dal suolo. La configurazione attuale dell'Arco fu raggiunta in età paleolitica, quando Capri non era ormai più interessata da disturbi tettonici tali da poter causare ulteriori dissesti.
Di seguito si riporta una citazione di Maxime Du Camp, scrittore francese dell'Ottocento che soggiornò a lungo sull'isola di Capri:
(Maxime Du Camp)